# Oppenweher Moor
Oppenweher Moor este o arie protejată (arie specială de conservare — SAC, sit de importanță comunitară — SCI, arie de protecție specială avifaunistică — SPA) din Germania întinsă pe o suprafață de 394 ha, integral pe uscat.

## Localizare
Centrul sitului Oppenweher Moor este situat la coordonatele 52°31′03″N 8°30′25″E / 52.5175°N 8.5069°E.

## Înființare
Situl Oppenweher Moor a fost declarat sit de importanță comunitară în februarie 1999 pentru a proteja 19 specii de animale. Alte tipuri de protecție:
- arie de protecție specială avifaunistică (în iunie 2007)
- arie specială de conservare (în decembrie 2016)[1][2][3]

## Biodiversitate
Situată în ecoregiunea atlantică, aria protejată conține 6 habitate naturale: Lacuri și iazuri distrofice naturale, Pajiști umede nord-atlantice cu Erica tetralix, Formațiuni ierboase bogate în specii de Nardus, dezvoltate pe substraturi silicioase în zone montane (și în zone submontane, în Europa continentală), Mlaștini oligotrofe degradate, capabile încă de regenerare naturală, Mlaștini turboase de tranziție și turbării mișcătoare, Mlaștini împădurite.
La baza desemnării sitului se află mai multe specii protejate:
- păsări (18): ciocârlie-de-câmp (Alauda arvensis), rață lingurar (Anas clypeata), rață mică (Anas crecca crecca), caprimulg (Caprimulgus europaeus), prepeliță (Coturnix coturnix), ciocănitoare neagră (Dryocopus martius), becațină comună (Gallinago gallinago), Grus grus grus, sfrâncioc roșiatic (Lanius collurio), sfrâncioc mare (Lanius excubitor excubitor), Numenius arquata arquata, codroșul de pădure (Phoenicurus phoenicurus), Rallus aquaticus aquaticus, mărăcinar negru (Saxicola torquatus), sitar de pădure (Scolopax rusticola), Tachybaptus ruficollis ruficollis, fluierarul cu picioare roșii (Tringa totanus), nagâț (Vanellus vanellus)
- nevertebrate (1): libelule (Leucorrhinia pectoralis)

Pe lângă speciile protejate, pe teritoriul sitului au mai fost identificate 1 specie de amfibieni.